# ثيودور نيلسون
ثيودور نيلسون (بالإنجليزية: Theodor Holm Nelson )‏ (و. 1937  م) هو فيلسوف، ومدرس، وعالم اجتماع، وعالم حاسوب، من الولايات المتحدة، ولد في نيويورك.

## التعليم
تعلم في جامعة هارفارد، وكلية سوارثمور، وجامعة كيئو.

## جوائز
حصل على جوائز منها:
- جائزة يوري روبينسكي التذكارية  [لغات أخرى]‏ (1998)
- نيشان الفنون والآداب من رتبة ضابط.

## روابط خارجية
- ثيودور نيلسون على موقع إن إن دي بي (الإنجليزية)